# Егоровка (Полтавская область)
Егоровка (укр. Єгорівка) — село,
Устимовский сельский совет,
Семёновский район,
Полтавская область,
Украина.
Код КОАТУУ — 5324588007. Население по переписи 2001 года составляло 330 человек.

## Географическое положение
Село Егоровка находится в 2-х км от села Устимовка и в 3,5 от пгт Семёновка.
Рядом проходят автомобильная дорога Т-1716 и
железная дорога, станция Платформа 232 км.

## История
- 2008 — изменён статус с посёлка на село.
- В списке населенных мест Полтавской губернии за 1912 год на ст. 382 в Семеновской волости указан хутор Егоровка с близкими координатами с населением 57 человек, он либо был уничтожен в ходе Гражданской войны либо полностью раскулачен, а на его базе создан совхоз Егоровка[2] (совхозы создавались на госземлях)